# Lijst van personen uit Lyon
Deze lijst van personen uit Lyon geeft een overzicht van personen die in de Franse stad Lyon geboren en/of woonachtig zijn geweest en die een eigen artikel hebben op de Nederlandse Wikipedia.

## A
- Jacques Abeille (1942-2022), schrijver
- Khuang Abhaiwongse (1902-1958), politicus
- Alma (1988), zangeres
- André-Marie Ampère (1775-1836), natuur- en wiskundige
- Jean-Jacques Ampère (1800-1864)
- Jean-Baptiste Arban (1825-1889), componist, muziekpedagoog en kornettist

## B
- Selma Bacha (2000), voetballer
- Anice Badri (1990), voetballer
- Klaus Barbie (1913-1991), Gestapoleider en oorlogsmisdadiger
- Cédric Bardon (1976), voetballer
- Raymond Barre (1924-2007), burgemeester van Lyon
- Azouz Begag (1957), schrijver en politicus
- Karim Benzema (1987), voetballer
- Marius Berliet (1866-1949), autofabrikant
- Emmanuel Biron (1988), atleet
- Dominique Blanc (1956), actrice
- Blandina ( -177), christelijk martelaar
- Marc Bloch (1886-1944), historicus
- Nicolas Bochsa (1789-1856), componist en dirigent
- Paul Bocuse (1926-2018), chefkok
- Yannick Bolasie (1989), voetballer
- Pétrus Borel (1809-1859), schrijver en dichter
- Pierre Bossan (1814-1888), architect
- Pierre Boulez (1925-2016), componist en dirigent
- Jérémie Bréchet (1979), voetballer

## C
- Michel Callon (1945-2025), socioloog
- Sylvain Calzati (1979), wielrenner
- Marie-Gabrielle Capet (1761-1818), kunstschilderes
- Caracalla (188-217), Romeins keizer
- Alexis Carrel (1873-1944), chirurg, bioloog en Nobelprijswinnaar
- Farès Chaïbi (2002), voetballer
- Benoît Charvet (1828-1897), handelaar en politicus
- Gabriel Chevallier (1895-1969), schrijver
- Jean Clareboudt (1944-1997), beeldhouwer
- Claudius I (10. v.Chr. - 54 n.Chr.), Romeins keizer
- Gérard Collomb (1947-2023), burgemeester van Lyon
- Michel Colombier (1939-2004), componist
- Bruno Cotte (1945), jurist en rechter
- Laurent Courtois (1978), voetballer
- Antoine Coysevox (1640-1720), beeldhouwer

## D
- Alexandre Dechet (1801-1830, acteur
- Romain Del Castillo (1996), voetballer
- Clémentine Delauney (1987), zangeres
- Casimir Delavigne (1793-1843), dichter en toneelschrijver
- Philibert Delorme (1514-1570), architect
- Jacques Deray (1929-2003), filmregisseur
- Youri Djorkaeff (1968), voetballer
- Raymond Domenech (1952), voetballer en voetbaltrainer
- Marie Dorin Habert (1986), biatlete
- Anna Joséphine Dufour-Onofrio (1817-1901), onderneemster en filantrope
- Laurent Dugas (1670-1748), stadsmagistraat
- Hubert Dupont (1980), wielrenner

## F
- Jules Favre (1809-1880), politicus
- Nabil Fekir (1993), voetballer
- Georges Fillioud (1929-2011), journalist en politicus
- Florence Foresti (1973), actrice
- Jean Forestier (1930), wielrenner
- François Fradin (ca. 1470 - ca. 1538), drukker

## G
- Johan Gamper (1877-1930), voetballer en oprichter FC Barcelona
- Jeanne Gaillarde (16e eeuw), dichteres
- Bruno Génésio (1966), voetballer en voetbaltrainer
- Ludovic Giuly (1976), voetballer
- Yohan Gomez (1981), voetballer
- Benoît Gonon (1580-1656), monnik en auteur
- Sébastien Gryphe (1493-1556), drukker
- Hector Guimard (1867-1942), architect

## H
- Édouard Herriot (1872-1957), politicus en burgemeester van Lyon

## J
- Joseph-Marie Jacquard (1752-1834), uitvinder
- Jean-Michel Jarre (1948), componist
- Maurice Jarre (1924-2009), filmmuziekcomponist
- Camille Jordan (1838-1922), wiskundige
- Caius Julius Verecondaridubius (1e eeuw v.Chr.), eerste hogepriester van het Heiligdom der Zestig Gallische stammen
- Antoine de Jussieu (1686-1758), botanicus
- Antoine Laurent de Jussieu (1748-1836), botanicus
- Bernard de Jussieu (1699-1777), botanicus

## K
- Aldo Kalulu (1996), voetballer
- Pierre Kalulu (2000), voetballer
- Allan Kardec (1804-1869), pedagoog
- Jérôme Kerviel (1977), effectenhandelaar
- Saîf-Eddine Khaoui (1995), voetballer
- Jason Mariano Kouchak (1969), componist en singer-songwriter
- Billy Koumetio (2002), voetballer
- Diane Kurys (1948), filmregisseur en scenarioschrijver

## L
- Jeanne de La Saulcée ( -1559), drukker
- Alexandre Lacazette (1991), voetballer
- Bernard Lacombe (1952-2025), voetballer en voetbaltrainer
- Jean-Marie Leclair (1697-1764), componist en violist
- Mike Lévy (1985), discjockey
- Henri de Lubac (1896-1991), jezuïet en theoloog
- Castello Lukeba (2002), voetballer
- Ireneüs van Lyon (ca. 122-202), theoloog en kerkvader

## M
- Louis Marchand (1669-1732), componist en organist
- Christian Marin (1929-2012), acteur
- Marcel Marnat (1933-2024), musicoloog, journalist en radioproducent
- Anthony Martial (1995), voetballer
- Kévin Mayi (1993), voetballer
- Jean-Louis-Ernest Meissonier (1815-1891), kunstschilder, graveur en beeldhouwer
- Maurice Merleau-Ponty (1908-1961), filosoof

## N
- Louis Néel (1904-2000), natuurkundige en Nobelprijswinnaar
- Bruno Ngotty (1971), voetballer
- Antoine Nivière-Chol (1744-1817), burgemeester van Lyon
- Harry Novillo (1992), voetballer

## P
- Fleuri Palerne de Savy (1733-1835), eerst verkozen burgemeester van Lyon
- Julian Palmieri (1986), voetballer
- Joséphin Péladan (1858-1918), schrijver en rozenkruiser
- Camille Pernon (1753-1808), industrieel
- Gaëtan Perrin (1996), voetballer
- Pauline Peyraud-Magnin (1992), voetbalster
- Abbé Pierre (1912-2007), priester
- Julie Piga (1998), Frans-Italiaans voetbalster
- Bernard Pivot (1935-2024), journalist
- Pierre Poivre (1719-1786), botanicus
- Jean-Baptiste Pressavin (1734- ), chirurg, stadsbestuurder en parlementslid

## R
- François Rabelais (1483-1553), schrijver en humanist
- Loïc Rémy (1987), voetballer
- Rémy Riou (1987), voetballer

## S
- Bernard Schonberg (1908-1944), rabbijn en verzetsstrijder
- Isabelle Sadoyan (1928-2017), actrice
- Bouna Sarr (1992), voetballer
- Paul Seixas (2006), wielrenner
- Caius Sentius Regulianus (2e eeuw), Romeins handelaar en ridder
- Jacques Soustelle (1912-1990), antropoloog en politicus
- Louis Gabriel Suchet (1770-1826), militair

## T
- Bertrand Tavernier (1941-2021), filmregisseur, -producent en (scenario)schrijver
- Sandrine Testud (1972), tennisster
- Sylvie Testud (1971), actrice en schrijfster
- Jane Thylda (1869-1935), actrice en societyfiguur
- Jean-Claude Trichet (1942), econoom en voorzitter van de Europese Centrale Bank
- Teodoro Trivulzio (1456-1532), maarschalk en gouverneur van Lyon

## U
- Zacharias Ursinus (1534-1583), theoloog

## V
- Claude-Marius Vaïsse (1799-1864), politicus
- Pierre II de Villars (1543-1613), aartsbisschop
- Marius Vivier-Merle (1890-1944), vakbondsleider en verzetsstrijder
- Éric Vuillard (1968), schrijver, regisseur en scenarioschrijver

## W
- Laurent Wauquiez (1975), politicus
- Charles-Marie Widor (1844-1937), componist en organist
- Jean-Baptiste Willermoz (1730-1824), mysticus en vrijmetselaar

## Z
- Kurt Zouma (1994), voetballer